# RTON Ławy
Radiowo-Telewizyjny-Ośrodek-Nadawczy Ławy – 125-metrowa wieża wzniesiona w 2008 roku, aby uzupełnić zasięgi programów telewizyjnych i radiowych pomiędzy Olsztynem, Białymstokiem i Warszawą. Początkowo obiekt miał być 250 metrowym masztem i stanąć w Wojciechowicach pod Ostrołęką, jednak te plany nie zostały zrealizowane i obiekt stanął w Ławach. Po protestach mieszkańców udało się uruchomić nadajniki. Kolejno w 2009 Radia Zet i RMF FM, w 2010 Polskiego Radia i od 2013 roku telewizji cyfrowej.

## Parametry[1]
Wysokość zawieszenia anten:
Radio: 137, 114, 101 m n.p.t
TV: 125 m n.p.t

## Transmitowane programy
| LP | Program               | Właściciel                    | Częstotliwość | Moc ERP nadajnika | Polaryzacja | Kierunkowość |
| -- | --------------------- | ----------------------------- | ------------- | ----------------- | ----------- | ------------ |
| 1  | Radio OKO             | Radio Oko Sp. z o.o.          | 88,5 MHz      | 0,5 kW            | pionowa     | dookólnie    |
| 2  | Eska2                 | Grupa Radiowa Time S.A        | 90,3 MHz      | 0,2 kW            | pozioma     | kierunkowo   |
| 3  | RMF FM                | Radio Muzyka Fakty Sp. z o.o. | 91,5 MHz      | 30 kW             | pionowa     | kierunkowo   |
| 4  | Polskie Radio 24      | Polskie Radio S.A.            | 93,4 MHz      | 0,2 kW            | pionowa     | kierunkowo   |
| 5  | Polskie Radio Dwójka  | Polskie Radio S.A.            | 96,3 MHz      | 5 kW              | pionowa     | kierunkowo   |
| 6  | Polskie Radio Trójka  | Polskie Radio S.A.            | 98,5 MHz      | 10 kW             | pionowa     | kierunkowo   |
| 7  | Radio Zet             | Eurozet Sp. z o.o.            | 102,8 MHz     | 10 kW             | pionowa     | kierunkowo   |
| 8  | Polskie Radio Jedynka | Polskie Radio S.A.            | 106,7 MHz     | 10 kW             | pionowa     | kierunkowo   |

| Skład multipleksu | Częstotliwość | Kanał | Moc ERP nadajnika | Polaryzacja | Kompresja | Kierunkowość |
| ----------------- | ------------- | ----- | ----------------- | ----------- | --------- | ------------ |
| MUX-1             | 514 MHz       | 26    | 60 kW             | pozioma     | HEVC      | dookólnie    |
| MUX-2             | 530 MHz       | 28    | 60 kW             | pozioma     | HEVC      | dookólnie    |
| MUX-3             | 642 MHz       | 42    | 60 kW             | pozioma     | HEVC      | dookólnie    |
| MUX-6             | 626 MHz       | 40    | 60 kW             | pozioma     | HEVC      | dookólnie    |